# أنطوان برون
أنطوان برون (بالفرنسية: Antoine Brun) (و. 1599 – 1654 م) هو سياسي، ودبلوماسي فرنسي، ولد في دولي (فرنسا)، توفي في لاهاي، عن عمر يناهز 55 عاماً.

## مناصب
تولى منصب سفير
.

## التعليم
تعلم في University of Dole ‏
.